# Нуэстра-Сеньора-де-Лорето
Нуэстра-Сеньора-де-Лорето (исп. Nuestra Señora de Loreto, Аргентина) — историческое иезуитское поселение на территории Южной Америки. Одна из многочисленных христианских миссий или редукций, основанных в XVII веке священниками и монахами Общества Иисуса в испанских колониях Америки.
Миссия Нуэстра-Сеньора-де-Лорето была основана в 1610 году и находится на территории Аргентины в департаменте Канделария (Candelaria) провинции Мисьонес. Была разрушена испано-португальскими войсками во время Войны гуарани.
В 1984 году остатки барочных церквей иезуитских миссий были объявлены объектом всемирного наследия ЮНЕСКО вместе с другими редукциями этого региона. Руины не так хорошо сохранились, как в Сан-Игнасио-Мини.

## Использованная литература и источники
1. ↑  https://monumentos.cultura.gob.ar/
2. 1 2  Практическое руководство по соблюдению святых заповедей в жизни,: составленное отцом Антонио Гаррига из ордена иезуитов. В память о духовных упражнениях святого Игнатия Лойола, основателя ордена иезуитов. World Digital Library (1713). Дата обращения: 13 июля 2013. Архивировано 30 августа 2013 года.